# Albuch

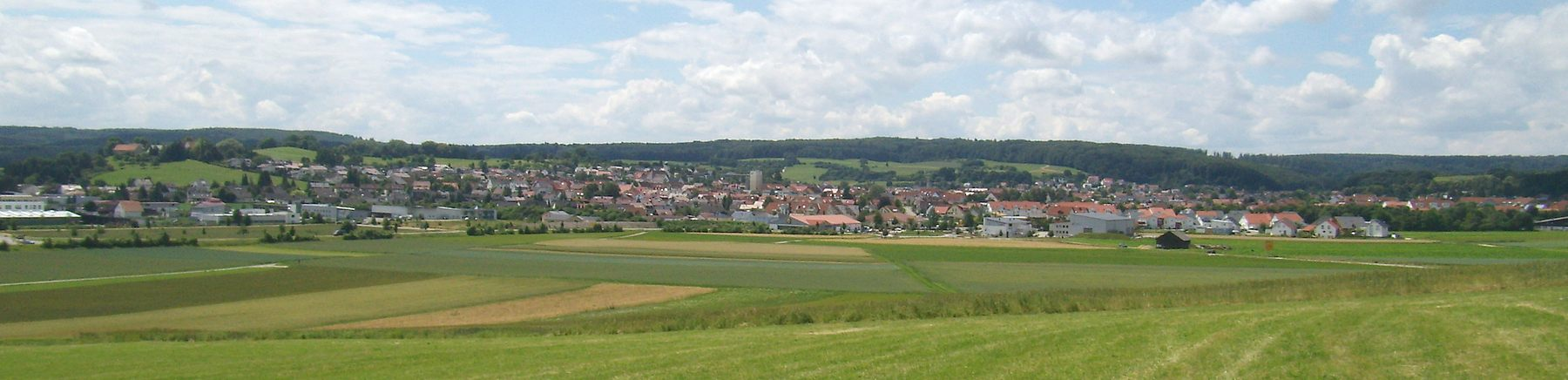
Panaromatický snímek oblasti Albuch poblíž města Steinheim am Albuch, Německo

Albuch (též Aalbuch) je označení pro oblast v severovýchodní části Švábské Alby ležící západně od Brenzu zhruba mezi městy Heidenheim an der Brenz, Aalen a Geislingen an der Steige. Podle geomorfologického členění Německa tvoří v rámci Švábské Alby společně s na východ ležícím Härtsfeldem podcelek zvaný Albuch und Härtsfeld. Mezi nejvýznamnější kopce v oblasti patří Stuifen (757 m n. m.), Kocher (684 m n. m.) a Hohenstauffen (684 m n. m.).